# Beraba grammica
Beraba grammica é uma espécie de coleóptero da tribo Eburiini (Cerambycinae); com distribuição restrita aos estados da Bahia, Espírito Santo e Minas Gerais (Brasil).

## Sistemática
- Ordem Coleoptera
  - Subordem Polyphaga
    - Infraordem Cucujiformia
      - Superfamília Chrysomeloidea
        - Família Cerambycidae
          - Subfamília Cerambycinae
            - Tribo Eburiini
              - Gênero Beraba
                - B. grammica (Martins & Monné, 1992)